# Noșlac
Noșlac (in ungherese Marosnagylak, in tedesco Grosshaus) è un comune della Romania di 1 841 abitanti, ubicato nel distretto di Alba, nella regione storica della Transilvania.
Il comune è formato da un insieme di 5 villaggi: Căptălan, Copand, Noșlac, Stâna de Mureș, Valea Ciuciului.

## Siti di interesse
- Reperti archeologici della Cultura di Petrești (III millennio a.C.) e della Cultura di Wietenberg (XVI-XIII secolo a.C.)
- Piccoli resti di un insediamento romano (II-III secolo)
- Necropoli del IV-VII secolo
- Chiesa protestante riformata del XV secolo
- Santuario ortodosso in legno dedicato agli Arcangeli Michele e Gabriele (Arhanghelii Mihail și Gavril) del 1802, con decorazioni pittoriche interne del 1822.